# Holger Rune
Holger Vitus Nødskov Rune (Gentofte, Dinamarca, 29 d'abril de 2003) és un tennista professional danès.
Ha guanyat quatre títols individuals en el circuit ATP que li van permetre arribar al quart títol del rànquing mundial, esdevenint el millor tennista danès masculí de l'Era Open. Ha competit amb l'equip danès de la Copa Davis en diversos ocasions.
Va començar a destacar en categoria júnior ja que va arribar al número u del rànquing júnior i va esdevenir professional l'any 2020.

## Palmarès

### Individual: 11 (5−6)
| Llegenda                          |
| --------------------------------- |
| Grand Slams (0−0)                 |
| ATP Finals (0−0)                  |
| ATP World Tour Masters 1000 (1−3) |
| ATP World Tour 500 (1−1)          |
| ATP World Tour 250 (3−2)          |

| Títols per superfície |
| --------------------- |
| Dura (2−4)            |
| Gespa (0−0)           |
| Terra batuda (3−2)    |

| Resultat  | Núm. | Data                  | Torneig                    | Superfície   | Oponent                 | Marcador         |
| --------- | ---- | --------------------- | -------------------------- | ------------ | ----------------------- | ---------------- |
| Guanyador | 1.   | 1 de maig de 2022     | Munic, Alemanya            | Terra batuda | Botic van de Zandschulp | 3−4, retirada    |
| Finalista | 1.   | 2 d'octubre de 2022   | Sofia, Bulgària            | Dura (i)     | Marc-Andrea Hüsler      | 4−6, 6−7(8)      |
| Guanyador | 2.   | 23 d'octubre de 2022  | Estocolm, Suècia           | Dura (i)     | Stéfanos Tsitsipàs      | 6−4, 6−4         |
| Finalista | 2.   | 30 d'octubre de 2022  | Basilea, Suïssa            | Dura (i)     | Félix Auger-Aliassime   | 3−6, 5−7         |
| Guanyador | 3.   | 6 de novembre de 2022 | París, França              | Dura (i)     | Novak Đoković           | 3−6, 6−3, 7−5    |
| Finalista | 3.   | 16 d'abril de 2023    | Montecarlo, Mònaco         | Terra batuda | Andrei Rubliov          | 7−5, 2−6, 5−7    |
| Guanyador | 4.   | 23 d'abril de 2023    | Munic (2)                  | Terra batuda | Botic van de Zandschulp | 6−4, 1−6, 7−6(3) |
| Finalista | 4.   | 21 de maig 2023       | Roma, Itàlia               | Terra batuda | Daniïl Medvédev         | 5−7, 5−7         |
| Finalista | 5.   | 7 de gener de 2024    | Brisbane, Austràlia        | Dura         | Grigor Dimitrov         | 6−7(5), 4−6      |
| Finalista | 6.   | 16 de març 2025       | Indian Wells, Estats Units | Dura         | Jack Draper             | 2−6, 2−6         |
| Guanyador | 5.   | 20 d'abril de 2025    | Barcelona, Espanya         | Terra batuda | Carlos Alcaraz          | 7−6(6), 6−2      |

## Trajectòria

### Individual
| Open d'Austràlia | A   | A    | 1R    | 4R    | 2R | 0 / 3    | 4 – 3    |
| Roland Garros | A   | A    | QF    | QF    | 4R | 0 / 3    | 10 – 3   |
| Wimbledon | NC  | A    | 1R    | QF    | 4R | 0 / 3    | 7 – 3    |
| US Open | A   | 1R   | 3R    | 1R    | 1R | 0 / 4    | 1 – 4    |
| ATP Finals | A   | A    | A     | RR    |    | 0 / 1    | 1 – 2    |
| Total Victòries−Derrotes                                                                                                   | 2−0 | 7−13 | 39−24 | 44−24 |    | 127 – 81 | 127 – 81 |
| Rànquing a final d'any | 473 | 103  | 11    | 8     |    |          |          |
| Llegenda: G: Guanyador; F: Finalista; SF: Semifinalista; QF: Quarts de final; Q: Qualificació; A: Absent; RR: Round Robin; |     |      |       |       |    |          |          |